# Manfred Künne
Manfred Künne (* 6. August 1931 in Leipzig; † 17. Januar 1990 ebenda) war ein deutscher Schriftsteller. Künnes Romane unterscheiden sich von denen anderer Autoren vor allem durch ihren detailliert recherchierten historischen Hintergrund, vor dem er seine Geschichten entstehen lässt. 1969 wurde er dafür mit dem Kunstpreis der Stadt Leipzig ausgezeichnet.

## Werdegang und Werk

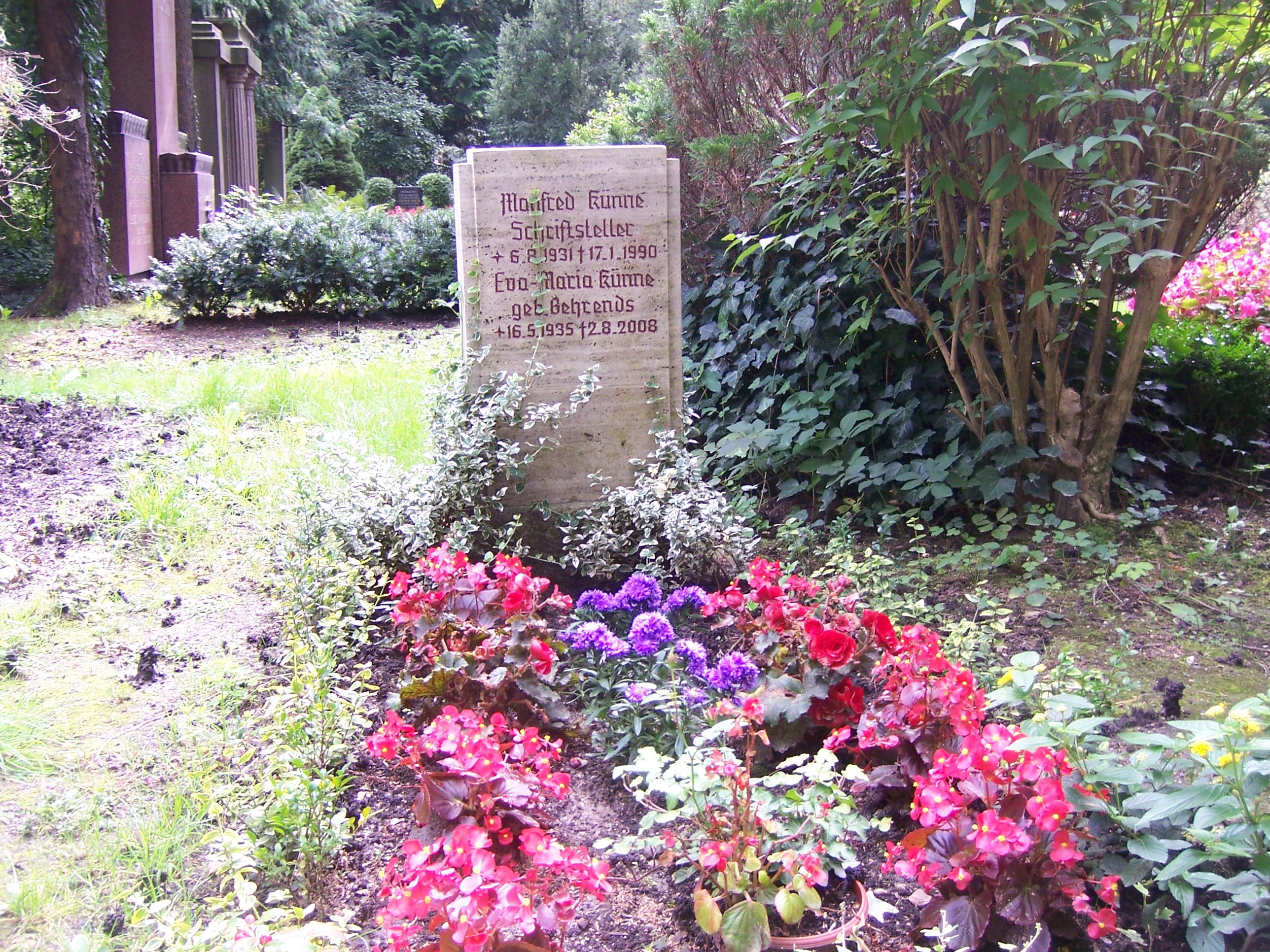
Grabstätte Manfred Künne auf dem Südfriedhof in Leipzig

Seine ersten literarischen Arbeiten und Erzählungen veröffentlichte Manfred Künne ab 1950 in Zeitungen und Zeitschriften. 1952 erschien sein erstes Buch Stein auf Stein, in dem er Erlebnisse, die er während seiner Jugendzeit auf dem Bau gesammelt hatte, verarbeitete. Der Held der Erzählung, Horst Märker, versucht nach Kriegsende, in einem sich neu ordnenden Deutschland Fuß zu fassen. Durch die Aufbauarbeit gelingt es ihm schließlich, sich in die Gesellschaft einzuordnen und seinen Weg zu finden. Der Schriftsteller Arthur Koetz würdigte das Erstlingswerk des damals Zweiundzwanzigjährigen und hob hervor, Künne habe „eine gute Beobachtung für Natur und Mensch und weiß sie als Stimmungselement geschickt der Erzählung zugänglich zu machen“, und er bescheinigte ihm überdies ein „eigenwüchsiges Naturtalent“.
Nationale Anerkennung gewann Künne in der DDR aber erst durch seine Romantrilogie Kautschuk, Gummi, Buna.
Im ersten Teil, Kautschuk (1959), erzählt er die abenteuerliche Geschichte des Rohstoffs Kautschuk. Die Erzählung setzt im Zeitalter der Entdeckung und Eroberung Amerikas ein und begleitet eine spanische Division auf der Suche nach dem legendären Goldland Eldorado.
Seine Fortsetzung fand das Werk in dem Roman Gummi (1968). Hier beschreibt Künne am Beispiel des von Harvey Samuel Firestone gegründeten großen US-Reifenkonzerns Firestone, wie der Rohstoff Kautschuk zu Gummi weiterverarbeitet wird und macht Zusammenhänge von Hochfinanz und Gummiindustrie transparent.
Der abschließende Band der Trilogie ist der Roman Buna (1985). Buna ist das Kurzwort für synthetisch erzeugten Kautschuk. Der Roman handelt von Erich Stamm, einem sächsischen Bauarbeiter, der während der Zeit des Zweiten Weltkriegs nach Auschwitz übersiedeln muss, um sich dort an der Errichtung eines Zweigbetriebs der Buna-Werke Schkopau zu beteiligen.
1974 erschien Künnes autobiografisch gefärbter Jugendroman Jugendträume. Er schildert am Beispiel des jungen Roland Könner seine eigene Kindheit und Jugend in dem vom Krieg zerstörten Leipzig und beschreibt die widerspruchsvolle Entwicklung eines Heranwachsenden in einer widerspruchsvollen Zeit.
Der Nachfolgeroman Reifejahre (1976), der die  ersten Jahre des Erwachsenseins Könners und seinen Weg zum Beruf des Schriftstellers zum Thema hat, konnte an den Erfolg seines Vorgängers nicht mehr anknüpfen.
Künnes Romane sowie viele seiner Erzählungen erschienen im Paul List Verlag Leipzig und später im Mitteldeutschen Verlag. Seine Werke Kautschuk und Gummi wurden auch in der ČSSR, Volksrepublik Ungarn, Sozialistische Republik Rumänien, Italien und Jugoslawien verlegt. Nach der Wende nahm der Mitteldeutsche Verlag 1990 Künnes Texte wegen „einseitiger und prosowjetischer Sichtweise“ seiner späten Publikationen vom Markt. Zwischen 1958 und 1981 war Künne als Inoffizieller Mitarbeiter der DDR-Staatssicherheit erfasst und tätig. Seine Akte unter dem Decknamen Frank umfasst sechs Berichts-Bände.

## Bibliografie
- Stein auf Stein. Erzählung (1952)
- Kautschuk – Roman eines Rohstoffes (1959)
- Der verwandelte Liebhaber (1960)
- Gummi – Roman eines Werkstoffes (1968)
- Jugendträume. Roman (1974)
- Reifejahre. Roman. Paul List Verlag, Leipzig 1976.
- Buna – Roman eines Kunststoffes (1985)